# Orientering (sportsgren)
 Denne artikel omhandler Orientering som løb eller terrænsport. Opslagsordet har også en anden betydning, se Bilorientering.
 For alternative betydninger, se Orientering. (Se også artikler, som begynder med Orientering)
Orientering er en familie af fire discipliner i international orientering. I såvel orienteringsløb – også kaldet fod-orientering  (FOD-O) – som i mountainbike-orientering (MTBO) og ski-orientering (SKI-O) gælder det om at navigere gennem et ukendt terræn ved hjælp af et kort og et kompas. Mens der i præcisionsorientering (PRÆ-O) fokuseres på kort- og terrænfortolkning. Herudover udøves sporten også i organiseret form i kajak, som et delelement i biatlon-orientering og i bilorientering. Denne artikel beskriver primært orientering ud fra et fod-orienterings-perspektiv.

## Orientering kort fortalt
Deltageren i FOD-O får i forbindelse med starten af et O-løb udleveret et kort, hvor der er indtegnet en bane med et antal poster, der skal opsøges hurtigst muligt i rækkefølge. Posterne er ude i terrænet markeret med en trefløjet hvid/orange skærm. Til registreringen af om deltageren har været ved posterne, bruges der i dag en elektronisk brik, alternativ "klippes" der med en tang.
Der er ingen afmærkninger i terrænet eller indtegnede ruter på kortet, der kan hjælpe løberne med at finde vej. Udfordringen for den enkelte løber er at vælge den hurtigste rute mellem posterne. Det kræver, at deltagerne kan balancere mellem et højt tempo, mens de stadig bevarer mental ro og overblik, så de kan aflæse kortet, foretage hurtige vejvalg og ikke mindst aflæse terrænet - uden at begå fejl. For at udfordre deltagerne vil banelæggeren lave baner med flere mulige vejvalg og variation i, hvilke tekniske færdigheder deltageren skal bruge.
I FOD-O konkurreres der i Danmark i otte discipliner. Der er fem individuelle discipliner (sprint, mellem- og langdistance samt en ultralang distance og natløb). Hertil kommer tre discipliner med fælles start (stafet, sprint-stafet og knockout sprint). Ved de individuelle discipliner starter løberne med et tidsinterval på 1-3 minutter til den efterfølgende løber. Særlige forhold gør sig gældende for starten ved knockout-sprint – se senere. Ved de individuelle distancer er vinderen den løber, der har brugt mindst tid på at komme fra start til mål og har fundet og registreret alle kontrolposter i den rigtige rækkefølge. Ved stafet, hvor løberne starter samlet, vinder det hold, der kommer først over målstregen, forudsat at alle løbere på holdet har fundet og registreret alle poster i den rigtige rækkefølge. 

## Organisation
Nationalt er orienteringssporten hovedsageligt organiseret i Dansk Orienterings-Forbund (DOF), der har ca. 6.800 medlemmer (1. april 2022).   Dansk Orienterings-Forbund blev stiftet 3. december 1950. Der er 72 orienteringsklubber i Danmark (1. april 2021), der typisk har 50-200 medlemmer.
På DOF's hjemmeside Orienteringsløb.dk er der en oversigt over kommende begivenheder i form af konkurrencer og træningsløb i klubberne. Men det er ikke kun i klubberne, at der kan løbes orienteringsløb. Der arrangeres også en del orientering i spejderbevægelsen og militæret, ligesom orientering ofte er et led i adventure races.
Dansk Orienterings-Forbund driver et projekt Find vej i Danmark, der er et landsdækkende orienteringstilbud, hvor enhver kan finde faste poster og fx underholde sig med fotoorientering og lydfortællinger. Herudover udbyder forbundet 300 gratis orienteringsmuligheder rundt om i landet via www.findveji.dk. 
Det er Dansk Orienterings-Forbund, der står for afvikling af DM i såvel FOD-O, MTBO som PRÆ-O, mens DM i ski-orientering afvikles af Danmarks Skiforbund. 
Internationalt er orienteringssporten tilknyttet Det Internationale Orienteringsforbund (på engelsk: International Orienteering Federation (IOF)). IOF blev stiftet i 1961 i Danmark. I dag (i 2022) har organisationen tilknyttet mere end 70 nationale orienteringsforbund.
IOF har nedsat en række kommissioner, der udstikker retningslinjer for de forskellige typer af orientering. Herunder styrer IOF også verdensranglisten, udstikker retningslinjer for afholdelse af Verdensmesterskaber og World Cup i de forskellige discipliner. IOF udarbejder også retningslinjer for fx kort-signaturer for o-kort. På basis af det internationale reglement for FOD-O udstikker DOF vejledninger og retningslinjer for afholdelse af konkurrencer i FOD-O i Danmark.
Orientering er anerkendt som en olympisk idrætsgren, men den har endnu ikke været på det officielle program.

## Historik
Orienteringssporten har sit udgangspunkt som en militær disciplin i 1890'erne. I Sverige blev der den 28. maj 1893 afholdt orientering som en del af Stockholmgarnisonens årlige idrætsarrangement.
Det første civile orientering blev afholdt den 31. oktober 1897 fra Grøttum gård i Sørkedalen nær Oslo. Herefter blev sporten gradvist mere udbredt i Norge og Sverige. I 1919 stod svenskeren Ernst Killander for et større arrangement med 155 deltagere. Ernst Killander fortsatte med at udvikle sporten og anses i dag for at være sportens 'fader'. Omend det første natorientering fandt sted i Danmark i 1915.
Sporten voksede i popularitet efter 1. verdenskrig og spredte sig uden for det skandinaviske område i 1960'erne, og Det Internationale Orienterings Forbund (IOF) blev stiftet i 1961 i Danmark. 
Verdensmesterskab (VM) i FOD-O blev første gang afholdt den 1. oktober 1966 ved landsbyen Fiskars i Pojo Kommune, i det vestlige Nyland i Finland. Alle medaljer gik til nordiske løbere. Der deltog løbere fra i hvert fald Bulgarien, Danmark, DDR, Finland, Norge, Schweiz, Sverige, Tjekkoslovakiet, Ungarn og Østrig. Herrernes bane var på 14,1 km og damernes på 6,6 km. Målestokken på kortet var 1:25.000.
I Danmark nærmest eksploderede sportens popularitet efter 1974, hvor verdensmesterskabet blev holdt ved Silkeborg, og orienteringsløberen Mona Nørgaard fra orienteringsklubben OK Pan Aarhus vandt kvindernes VM-titel. Danmark har senere været vært for VM i henholdsvis 2006, der blev afholdt ved Silkeborg og Aarhus og i 2022, hvor VM blev afholdt inde i byerne Kolding, Fredericia og Vejle.
I de øvrige orienterings-discipliner er det først senere, at der er blevet afholdt verdensmesterskaber: VM i SKI-O blev første gang afholdt i 1975; MTBO i 2002 og PRÆ-O i 2004.

## Discipliner
Ved VM i FOD-O konkurreres der i seks discipliner: sprint, mellem, lang, stafet, sprint-stafet og knockout-sprint. I Danmark afvikles FOD-O i følgende otte konkurrenceformater sprint, mellem, lang, ultralang, stafet, sprint-stafet, knockout-stafet og natorientering – foruden en holdkonkurrence mellem klubberne.
Det skal bemærkes, at i henhold til IOFs reglement for afvikling af FOD-O skal løbene primært tilrettelægges på basis af de forventede vindertider. Der er således ikke krav om, hvor langt et orienteringsløb skal være i antal km. Løbenes længde varierer derfor afhængig af eksempelvis antal højdemeter, antal poster og hvor gennemløbeligt terrænet er.
De seks internationale discipliner i FOD-O og deres kendetegn er beskrevet efterfølgende – først i teksten og efterfølgende er de opsummeret i et skema.  
Sprint er kendetegnet ved høj fart. På sprintdistancen testes løbernes evne til at læse og forstå kort i komplekse terræner og planlægge og udføre rutevalg i høj hastighed. Dette kræver løbernes fulde koncentration under hele løbet. Banen kan kræve klatring, men den bør ikke være så stejl, at løberne tvinges til at gå. Udfordringen i sprint er ikke at finde posterne men snarere at finde det bedste vejvalg mellem posterne. Fx bør den mest oplagte vej ud fra en post ikke nødvendigvis være det bedste vejvalg. 
Løberne løber individuelt og starter typisk med 1 minuts mellemrum til konkurrenterne. Vindertiden for sprint er 12-15 minutter for både mænd og kvinder i elitens seniorklasser (de 21-årige eller ældre (W21 og M21)) og for ungdomsklasserne (M20 og W20). Den løber, der bruger mindst tid på at komme fra start til mål og har registreret alle poster i den rigtige rækkefølge, vinder.
Mellemdistancen er kendetegnet ved svær og teknisk kævende orientering, hvor rutevalget er vigtigt. Det kræver løbernes konstante koncentration i forhold til kortlæsning og lejlighedsvise ændringer i løbsretningen ud fra posterne. Mellemdistancen afholdes i et ikke-bymæssigt og for det meste skovklædt terræn med vægt på detaljeret orientering, hvor det er en udfordring at finde posterne. På mellemdistancen bliver løberne udfordret af, at de skal være i stand til at gennemføre temposkift fx i forbindelse med løb gennem forskelligartet vegetation.
Løberne løber individuelt og starter typisk med 2 minutters mellemrum til konkurrenterne. Vindertiden for mellemdistancen er 30-35 minutter for både mænd og kvinder i elitens seniorklasser (W21 og M21) og for ungdomsklasserne (M20 og W20). Den løber, der bruger mindst tid på at komme fra start til mål og har registreret alle poster i den rigtige rækkefølge, vinder.
Langdistancen er kendetegnet ved krav til fysisk udholdenhed. Langdistancen afholdes ofte i skovområder med et kuperet og krævende terræn. På langdistancen testes rytternes evne således i forhold til at træffe og gennemføre effektive vejvalg, læse og fortolke kortet under et langt og fysisk krævende løb, hvor posterne ikke nødvendigvis er svære at finde. Afhængig af terræn kan der være 1,5-3,5 km mellem posterne. På nogle stræk i løbet skal løberne kunne mestre teknisk svær orientering svarende til mellemdistancen. 
På langdistancen løber løberne individuelt og starter typisk med 3 minutters mellemrum til konkurrenterne. Arrangørerne gør brug af ’gaflinger’ på langdistancer. Det er en metode til at sprede løberne, så de ikke blot følger efter hinanden uden selv at orientere og fortage aktive vejvalg. Metoden går ud på at, det ikke er alle løbere, der skal finde vej til posterne i samme rækkefølge. Når løberne har fuldført løbet, vil de imidlertid have løbet de samme stræk samlet set. 
Vindertiden for langdistancen er 82-92 minutter for både mænd og kvinder i elitens seniorklasser (W21 og M21) men 60-70 minutter for ungdomsklasserne (M20 og W20). Den løber, der bruger mindst tid på at komme fra start til mål og har registreret alle poster i den rigtige rækkefølge, vinder.
Stafet er en holdkonkurrence med tre løbere på hvert hold. Den foregår i et ikke-bymæssigt og for det meste skovklædt terræn med tæt vegetation, mange bakker og sænkninger. Stafet er kendetegnet ved teknisk krævende orientering svarende til mellemdistancen. Den indeholder dog også elementer, der er karakteristiske for den lange distance. Nogle steder på banen er der forholdsvis lange stræk mellem posterne, så konkurrenterne kan passere hinanden uden at komme i kontakt med hinanden. 
Ved stafet løber holddeltagerne et på hinanden følgende individuelt løb. Udfordringen for løberne er bl.a., at de skal kunne håndtere den tætte kontakt til løbere fra de andre hold.  Ved stafetter er der gaflinger, hvilket betyder, at løberne – ligesom på langdistancen – ikke blot kan følge efter andre løbere. Når løberne har fuldført løbet, vil holdet samlet set have løbet de samme stræk, som de konkurrerende hold. 
I stafet er der fællesstart for de første løbere fra hvert hold. Vindertider (den samlede tid for det vindende hold) er 90-105 minutter for både kvindernes og mændenes stafet. Tiden for den enkelte løber (det enkelte ben på banen) kan variere fra 30 til 40 minutter for eliten (M21 og W21). For ungdomsklasserne (M20 og W20) er den samlede tid 105 minutter. Vinderen er det hold, hvor holdets sidste løber kommer først over målstregen – forudsat at alle løbere på holdet har fundet og registreret alle poster i den rigtige rækkefølge.
Sprint-stafet er en holdkonkurrence med fire ben på banen og fire løbere (to kvinder og to mænd) på hvert hold. Det er et krav, at det er en kvinde, der løber første henholdsvis sidste ben på banen. Sprint-stafetten afholdes i by- og parkterræn. Formatet er en kombination af sprint og stafet. Banerne er gaflede, ligesom det er tilfældet på langdistancen og stafetten.
I sprint-stafet er der fællesstart for de første løbere fra hvert hold. Vindertiden (den samlede tid for det vindende hold) er 55-60 minutter. Tiden for hvert ben er 12-15 minutter, så det første og sidste ben, som løbes af kvinder, er lidt kortere end andet og tredje ben. Vinderen er det hold, hvor holdets sidste løber kommer først over målstregen – forudsat at alle løbere på holdet har fundet og registreret alle poster i den rigtige rækkefølge.
Knockout-sprint er en individuel konkurrence i høj hastighed og med flere runder. Knockout-sprinten foregår i et parkmiljø i en by – og banerne er gaflede. På den første runde (kvalifikationsløbet) er der parallelle heats med tidsinterval-start (1 minut til konkurrenterne). Herefter følger flere knockout-runder med flere parallelle heats og fællesstarter, hvor de førende løbere kvalificerer sig til næste runde i knockout-sprinten. Afslutningsvis er der ét løb med fællesstart med henblik på at finde vinderen. 
Vindertiden for det indledende kvalifikationsløb er 8-10 minutter. Vindertiden for knockout-runderne er 6-8 minutter. Dette gælder for både senioreliten (D21 og H21) og ungdomsklasserne (D20 og H20). Den løber, der bruger mindst tid på at komme fra start til mål og har registreret alle poster i den rigtige rækkefølge, vinder.

### Oversigtskema over discipliner
I det efterfølgende oversigtsskema er de seks discipliner (sprint, mellem, lang, stafet, sprint-stafet og knockout-sprint) opsummeret i forhold til teknisk sværhedsgrad ved orientering (kortlæsning) henholdsvis vejvalg, type løb, terræn, tidsinterval mellem starterne samt vindertider jf. IOF’s reglement henholdsvis det danske reglement fra DOF.
| Oversigt over seks discipliner i orientering (FOD-O): Teknisk sværhedsgrad ved orientering og vejvalg, type løb, terræn, startinterval og vindertider | Oversigt over seks discipliner i orientering (FOD-O): Teknisk sværhedsgrad ved orientering og vejvalg, type løb, terræn, startinterval og vindertider | Oversigt over seks discipliner i orientering (FOD-O): Teknisk sværhedsgrad ved orientering og vejvalg, type løb, terræn, startinterval og vindertider | Oversigt over seks discipliner i orientering (FOD-O): Teknisk sværhedsgrad ved orientering og vejvalg, type løb, terræn, startinterval og vindertider | Oversigt over seks discipliner i orientering (FOD-O): Teknisk sværhedsgrad ved orientering og vejvalg, type løb, terræn, startinterval og vindertider | Oversigt over seks discipliner i orientering (FOD-O): Teknisk sværhedsgrad ved orientering og vejvalg, type løb, terræn, startinterval og vindertider | Oversigt over seks discipliner i orientering (FOD-O): Teknisk sværhedsgrad ved orientering og vejvalg, type løb, terræn, startinterval og vindertider |
| Summering | Sprint | Mellem | Lang | Stafet | Sprint-stafet | Knockout- sprint |
| --- | --- | --- | --- | --- | --- | --- |
| Teknisk sværhedsgrad | Let | Svær | Blandet sværhedsgrad | Blandet sværhedsgrad | Let | Let |
| Vejvalg | Svært, kræver høj koncentration | Korte og mellemlange stræk | Markante vejvalg, flere langstræk | Korte og mellemlange stræk | Svært, kræver høj koncentration | Svært, kræver høj koncentration |
| Type løb | Meget høj fart | Høj fart, tilpasning til terrænets kompleksitet | Fysisk udfordrende, udholdenhed og bedøm- melse af fart                                                                                               | Høj fart, ofte tæt på løbere med måske samme post | Meget høj fart | Meget høj fart |
| Terræn | En løbebar park/by med gader/bygninger | Teknisk komplekst | Fysisk hårdt terræn med mulighed for gode rutevalg | Mulighed for vejvalg og rimeligt komplekst terræn | I en løbebar park/by med gader/bygninger, evt. en hurtig og løbebar skov                                                                              | I en løbebar park/by med gader/bygninger, evt. en hurtig og løbebar skov                                                                              |
| Startinterval | 1 min. | 2 min. | 3 min. | Fællesstart | Fællesstart | 1 min. i kvalifikationen øvrige med fællesstart |
| Estimeret vindertid for senior elite | 12-15 min. | 30-35 min. | 88-92 min. | 30-40 min./ben I alt 90-105 min. | 12-15 min./ben I alt 55-60 min. | 8-10 min. i kvalifikationen øvrige 6-8 min. |
| Estimeret vindertid for D21 og H21 i Danmark | 12-15 min. | 30-35 min. | 70-80 (D21) 90-100 (H21) min. | 30-40 min./ben I alt 90-105 min. | 12-15 min./ben I alt 55-60 min. | Ikke angivet |
| Kilder: . | | | | | | |

### Natløb og ultralang
I Danmark løbes der, som tidligere beskrevet, også natløb og en ultralang distance. Natløb gennemføres som normal orientering, blot om natten. Deltagerne benytter således pandelamper med en kraftig og langtrækkende pære, og posterne er markeret med reflekser. Ved natløb er vindertiden 55 minutter for D21 og 75 minutter for H21. Vindertiden for ultralang er 105 minutter for D21 og 140 minutter for H21..

## Orienteringskort
Det Internationale Orienterings Forbund har både udstukket retningslinjer for de signaturer, der skal bruges til at tegne o-kort, for indtegning af baner, standarder for (sprogløse) postbeskrivelser og for udformning af posterne. Det gør det muligt at deltage i o-løb overalt i verden uden at skulle vænne sig til andet end terrænet.
Orienteringskort: Det første kort specifikt beregnet til orienteringsformål blev fremstillet i Norge i 1950. For første gang blev der tegnet et kort i målestoksforholdet 1:20.000, og en meget præcis opmåling af terrænet blev kombineret med indtegning af detaljer, der normalt ikke findes på andre typer af kort. 
Disse kort gjorde det muligt at placere posterne ved mindre terrængenstande (grøfteknæk, små lavninger, sten, vækstgrænser), og øgede kravene til løbernes tekniske kunnen, samtidig med at tilfældighederne blev minimeret. Denne type af kort blev op gennem 1960'erne udbredt til andre lande, og der blev i 1961 nedsat et udvalg til at koordinere standarder for o-kort. I dag tegnes orienteringskort over hele verden efter den samme standard, der er fastlagt af det Internationale Orienterings Forbund.
Målestoksforhold: O-kort er i dag som regel i størrelsesforhold 1:4.000, 1:10.000 eller 1:15.000. Ved kort, hvor størrelsesforholdet fx er 1:10.000, er det ensbetydende med, at 1 cm på kortet er lig med 100 meter i terrænet. Størrelsesforholdet på kortet afhænger af disciplinen og aldersgruppen.
I den efterfølgende tabel fremgår det hvilke kort, der skal bruges i de forskellige discipliner og aldersgrupper ved danmarks- og forbundsmesterskaber.
| Målestoksforholdet for de forskellige discipliner i FOD-O fordelt på alder og discipliner | Målestoksforholdet for de forskellige discipliner i FOD-O fordelt på alder og discipliner | Målestoksforholdet for de forskellige discipliner i FOD-O fordelt på alder og discipliner | Målestoksforholdet for de forskellige discipliner i FOD-O fordelt på alder og discipliner | Målestoksforholdet for de forskellige discipliner i FOD-O fordelt på alder og discipliner |
| Alder | Sprint og sprintstafet                                                                    | Mellem, stafet og nat                                                                     | Lang                                                                                      | Ultralang                                                                                 |
| --- | ----------------------------------------------------------------------------------------- | ----------------------------------------------------------------------------------------- | ----------------------------------------------------------------------------------------- | ----------------------------------------------------------------------------------------- |
| 17-årige (og yngre) | 1:4.000                                                                                   | 1:10.000                                                                                  | 1:10.000                                                                                  | 1:10.000                                                                                  |
| 18-19-årige | 1:4.000                                                                                   | 1:10.000                                                                                  | 1:15.000                                                                                  | 1:10.000                                                                                  |
| 20-årige | 1:4.000                                                                                   | 1:10.000                                                                                  | 1:15.000                                                                                  | 1:15.000                                                                                  |
| 21-34-årige | 1:4.000                                                                                   | 1:10.000                                                                                  | 1:15.000                                                                                  | 1:15.000                                                                                  |
| 35-59-årige | 1:4.000                                                                                   | 1:10.000                                                                                  | 1:10.000                                                                                  | 1:10.000                                                                                  |
| 60-årige (og ældre) | 1:3.000                                                                                   | 1:7.500                                                                                   | 1:7.500                                                                                   | 1:7.500                                                                                   |
| Note: Kort, hvor størrelsesforholdet er 1:4.000, bruges undertiden til begynderbaner. Det fremgår ikke af det danske reglement hvilket målestoksforhold, der skal anvendes ved knockout-sprint, men i følge reglementet fra IOF, skal der anvendes 1:4.000. |                                                                                           |                                                                                           |                                                                                           |                                                                                           |

Kortsignaturer: På o-kort finder man ikke blot veje og stier, men også grøfter, moser, bevoksningsgrænser, større sten, diger og enkeltbygninger. Samtidig er kortene forsynet med detaljerede højdekurver og angivelse af tæthed i vegetationen. 
Denne præcision gør det muligt for den øvede orienteringsløber at foretage meget detaljerede vejvalg, hvor der kan tages hensyn til, hvor kuperet og hvor fremkommeligt et givet vejvalg er.
Signaturerne, der benyttes, er koordineret inden for nogle farvegrupper:
- Hvid: Skov (åbent terræn)
- Grøn: Tættere skov (desto mørkere farve – desto tættere)
- Gul: Åbne/dyrkede arealer (enge, marker, dyrkede områder, plantager, klit)
- Blå: Vand (søer, moser, grøfter)
- Brun: Højdeangivelse (højdekurver, jorddiger)
- Sort: Fysiske genstande (veje, stendiger, huse, indhegninger, sten, tårne, etc)

Tidligere blev orienteringskort tegnet i hånden med tusch. Hver farve havde sit eget lag i kortet, og standard-markeringer blev påført med klæbende "letraset"-ark. I dag benyttes computerprogrammer til af udføre de samme opgaver.
Baneindtegning: På kortet er startstedet altid indtegnet med en trekant, posterne er indtegnet med en cirkel, og målet er indtegnet med en dobbelt-cirkel. De enkelte poster på banen er nummereret og forbundet med streger for at tydeliggøre den rækkefølge, de skal opsøges i. Arealer, der ekstraordinært ikke må betrædes, skal være skraveret. Tvungne overgange, forbudte passager og forbudte ruter er endvidere markeret. 
Postbeskrivelser: Postens placering beskrives altid yderligere, fx "Lavning, sydlige ende" eller "Lysning, nordøstlige kant". Formålet er at give et så præcist billede som muligt af, hvor posten befinder sig. Dermed mindskes usikkerheden, og evnen til hurtigt at navigere i terrænet kommer i fokus. Ved næsten alle stævner laves postbeskrivelser med symboler, der viser hvilken terrængenstand posten, findes ved. Det Internationale Orienterings Forbund har udstukket en international standard for postbeskrivelserne, hvilket betyder, at orienteringsløbere uden problemer kan læse postbeskrivelserne på tværs af sproggrænser.Der findes også en dansk oversættelse.

## Orienteringsteknik
Orientering er en sport, hvor løberne kan opøve stor teknik i at navigere hurtigt og samtidigt minimere risikoen for at løbe forkert – eller som det hedder med en af sportens få specialudtryk: at bomme.
Vejvalg: De fleste stræk på en bane – fra en post til den næste post – vil have flere vejvalgsmuligheder, hvor det er op til deltagerne at foretage det bedste valg. I den mest basale form skal deltageren vurdere, om det kan betale sig at følge en længere rute ad stier, eller om det kan betale sig at løbe på tværs af terrænet. Deltageren skal også vurdere, hvor svært gennemløbeligt terrænet er, og hvor store stigninger der er på de enkelte strækninger. Det er tillige afgørende, at løberen ikke bruger for mange sekunder på at aflæse kort og træffe valg.
Grovorientering / finorientering: Et udfordrende stræk indeholder så mange elementer, at deltageren ikke kan huske alle detaljer undervejs. For at mindske tidstabet ved kortlæsning vil deltageren ofte forsøge at finde det vejvalg, der gør det muligt at komme meget tæt på posten uden at stoppe op undervejs (grovorientering). Deltageren kan fx vælge at løbe på tværs af skoven og sigte på at fange en markant terrængenstand (opfang) – fx en tydelig høj, en vej, et dige, etc. – tæt ved posten. Herefter kan pågældende deltager finorientere sig det sidste, korte stykke frem til posten. 
Løb efter opfang: For at holde en høj fart gennem terrænet kan løberne vælge at løbe efter et tydeligt opfang bag posten - fx en sti, et dige eller en tydelig bevoksningsgrænse. Hvis der er et opfang bag posten, kan det også gøre det muligt for løberne at tage større chancer ved at løbe direkte på posten - og så blive standset af opfanget og dermed undgå at spilde alt for megen tid.  
Typiske årsager til bom: For deltagerne i orientering er det ganske svært at holde en meget præcis kurs igennem terrænet. Typisk vil deltageren nemt komme til at trække skævt ned ad en skræntside, eller have svært ved at holde en ret kurs gennem kuperet terræn. Deltageren vil også have tendens til at trække ud mod åbne arealer og ikke mindst trække skævt i svært gennemløbeligt eller svært overskueligt terræn. Alt dette kan banelæggeren benytte til at lave den sværest mulige bane.

## Banelægning
Sværhedsgrad: Orientering dyrkes af både begyndere og eliteløbere, samt af børn, voksne og ældre. Derfor er der til både træningsløb og konkurrencer mange forskellige baner, der har stor variation i længde og sværhedsgrad. Banelægning er derfor en disciplin for rutinerede orienteringsløbere. Her drejer det sig om at lave en bane, der er afstemt efter de respektive løberes fysiske formåen og tekniske færdigheder i at orientere.
Banernes sværhedsgrad udtrykkes ved en farvekode. Grøn, hvid, gul og blå/sort, hvor sort er den sværeste. Blå baner er lige så svære som sorte, men de er afpasset, så ældre løbere ikke skal passere meget fysisk krævende elementer som dybe grøfter eller meget stejle skrænter. På alle baner undtagen sort er det tilladt at medbringe en skygge. En skygge er en erfaren deltager, der passivt følger med, og som kun griber ind, hvis der bliver begået alvorlige orienteringsmæssige fejl.
Nemme baner vil ofte have en overkommelig længde (ofte 2–5 km), og posterne vil typisk ligge ved tydelige genstande som veje/stier, diger, søer, større grøfter, etc. 
Svære baner (farvekode sort) vil både være længere (ofte 4–15 km), og posterne vil typisk ligge ved terrængenstande, der er mere diffuse, fx lysninger, grøfter, slugter/udløbere, små høje eller lavninger, huller, etc. Endelig vil de svære baner indeholder langt flere udfordringer.
Mange vejvalg: Kernen i god banelægning er at lave stræk, hvor der er mindst 2-3 oplagte vejvalgsmuligheder. På den måde skilles de gode kortlæsere og erfarne orienteringsløbere fra de deltagere, der blot er gode løbere.
Fokus på finorientering: Banelæggeren vil selvfølgelig også forsøge at lægge posterne i stor afstand fra meget markante terrængenstande. Dermed undgås det, at deltagerne kan grov-orientere sig helt frem til posten. 
Variation i stræklængder: En god bane har typisk også stor variation imellem de enkelte delstræk. Et langt stræk, der ofte vil blive løbet i højt tempo, efterfølges af en stribe poster med kort afstand, hvor deltageren tvinges ned i tempo for at kunne læse alle detaljer på kortet. Glemmer deltageren at skifte tempo og fokus, vil det ofte resultere i fejl.
Retningsændring: For deltageren kan det næsten virke naturstridigt at løbe tilbage i den retning, hvor vedkommende kom fra. En bane, hvor der ofte skal ændres retning, kan derfor øge sværhedsgraden. Samtidig skal banelæggeren dog undgå, at løbere, der er på vej væk fra posten, kommer til at hjælpe løbere, der ikke har fundet den endnu.
Uanset banens sværhedsgrad sættes posterne altid ved terrængenstande, som kan findes ved hjælp af god orienteringsteknik. Poster sættes dermed ikke midt i et diffust areal, ligesom man normalt undgår, at deltagerne skal mase sig igennem store mængder meget tæt skov, da det øger chance-elementet for løberne.

## Udstyr og påklædning
Orientering kan dyrkes i almindeligt fritidstøj, men som i de fleste andre sportsgrene, findes der en del specialudstyr og påklædning, som kan gøre det lettere at komme frem i terrænet.

### Udstyr
- Kompas: Bruges til hurtigt at nord-vende kortet, så der er overensstemmelse mellem kort og terræn. Når der skal navigeres gennem terræn uden særlige kendemærker, og når der er brug for større præcision, udstikkes en mere præcis kurs. Kompasser findes både som almindelige håndkompasser, tommelfingerkompas og som håndledskompas. Inden for orienteringssporten er det ikke tilladt at benytte elektronisk navigationsudstyr.
- Tidstagningsenhed: Ved en del løb - især konkurrencer - "stempler" løberne posten med en elektronisk tidtagningsenhed, hvori der er en ’chip’, der registrerer, at løberen har været ved posten samt tidspunktet for stemplingen. Når løberen kommer i mål, stemples målposten, og der kan umiddelbart printes en oversigt over stræk-tiderne til løberen. Samtidigt har løbsarrangørerne automatisk overblik over løberens placering og kan kontrollere, at løberen har været ved posterne i den rigtige rækkefølge. I Danmark benyttes to forskellige systemer: SportIdent (SI) og EMIT.
- Definitionsholder: Til de fleste løb er posternes placering beskrevet med særlige postdefinitioner, som enten udleveres sammen med kortet eller trykkes på kortet. Nogle løbere foretrækker at have definitionerne adskilt fra kortet, for ikke at skulle bruge tid på at folde kortet frem og tilbage under løbet. Definitionsholdere sættes som regel rundt om armen.
- Natlampe: Til natorientering anvendes en pandelampe med remme rundt om tindingen. Idet orienteringsløbere skal kunne overskue terrænet, kræves der en forholdsvis kraftig natlampe.

### Påklædning
- Orienteringssko: Her benyttes som regel lette løbesko med knopper/pigge, der giver et godt greb i en fedtet skovbund. Skoene er som regel lavet af et materiale, der ikke suger vand og går i stykker ved mødet med tornekrat etc.
- Løbetøj: Åndbart løbetøj, der ikke bliver tungt, selv om løberen bliver våd af at løbe gennem tæt vegetation. Bukserne kan evt. være forstærket på forsiden og være brændenælde-afvisende. Nogle løbere benytter også benbeskyttere for at beskytte skinnebenene mod rifter fra vegetationen i underskoven – fx fra brombær.

## Konkurrencer

### Danmarksmesterskaber
Ved FOD-O inddeles løberne efter alder, køn og orienteringsteknisk niveau (banens sværhedsgrad). Mesterskaberne udskrives kønsopdelt, og de er opdelt i følgende alderskategorier, som det fremgår af den efterfølgende tabel:
| Aldersgrupper for baner i FOD-O | Aldersgrupper for baner i FOD-O |
| Herreklasser                    | Dameklasser                     |
| ------------------------------- | ------------------------------- |
| H-12                            | D-12                            |
| H-14                            | D-14                            |
| H-16                            | D-16                            |
| H-18                            | D-18                            |
| H-20 Junior                     | D-20 Junior                     |
| H21- Elite                      | D21- Elite                      |
| H35-                            | D35-                            |
| H40-                            | D40-                            |
| H45-                            | D45-                            |
| H50-                            | D50-                            |
| H55-                            | D55-                            |
| H60-                            | D60-                            |
| H70-                            | D70-                            |
| H80-                            | D80-                            |
| H85-                            | D85-                            |
| H90-                            | D90-                            |

I Danmark afholdes der DM i otte discipliner:
- Seks individuelle: Sprint, mellem, lang, ultralang, nat og knockout-sprint.
- To holdkonkurrencer: Stafet og Sprintstafet

Herudover afholdes der en divisionsturnering for klubhold. 
Resultater fra afholdte danske mesterskaber i FOD-O kan søges fra 1942 og frem på DOF’s hjemmeside. Alternativt på hjemmesiderne for de klubber, der har afholdt mesterskabet.

### Divisionsturneringen
Orienteringsklubberne i Danmark deltager i en division-turnering (også kaldet DM Hold), hvor hver klub stiller med et bredt hold af deltagere fordelt på alle de gængse aldersklasser. Løberne kæmper direkte mod konkurrenter i samme aldersgrupper fra de øvrige klubber – i nogle klasser under hensyntagen til banernes sværhedsgrad. Pointene fordeles i 17 hovedgrupper, der er inddelt efter alder, køn og erfaring. Inden for hver gruppe fordeles et antal point, som til sidst lægges sammen til et samlet resultat.
Dansk Orienterings-Forbund er geografisk opdelt i tre kredse med et antal lokale divisioner. Nordkredsen dækker Region Nordjylland og Region Midtjylland. Sydkredsen dækker Region Syddanmark, mens Østkredsen dækker Sjælland og Bornholm.
Hvert år løber holdene mod hinanden ved to opgør i hver division. I efteråret afsluttes der med en afgørende 3. runde, hvor DM-titlen afgøres i 1. division, og hvor man i de øvrige divisioner kæmper om op- eller nedrykning.
I perioden 2011-2024 har OK Pan Aarhus vundet guld og dermed mesterskabstitlen syv gange. FIF Hillerød Orientering har vundet fire gange, mens Silkeborg OK  og Tisvilde Hegn OK hver har vundet guld én gang. 

#### Resultater fra finale i DM Hold
Her følger en tabel med resultaterne for DM Hold fordelt på årstal (fra 2011 og frem), medaljer (guld, sølv og bronze), klubber og referencer. Det skal bemærkes, at der ikke blev afholdt DM Hold i 2020 pga. Corona-epidemien. 
| Resultater fra finale i DM Hold i orientering (FOD-O) fordelt på år og medalje (guld, sølv og bronze) | Resultater fra finale i DM Hold i orientering (FOD-O) fordelt på år og medalje (guld, sølv og bronze) | Resultater fra finale i DM Hold i orientering (FOD-O) fordelt på år og medalje (guld, sølv og bronze) | Resultater fra finale i DM Hold i orientering (FOD-O) fordelt på år og medalje (guld, sølv og bronze) | Resultater fra finale i DM Hold i orientering (FOD-O) fordelt på år og medalje (guld, sølv og bronze) |
| År | Guld                                                                                                  | Sølv                                                                                                  | Bronze                                                                                                | Reference                                                                                             |
| --- | --- | --- | --- | --- |
| 2024                                                                                                  | FIF Hillerød Orientering                                                                              | Søllerød OK                                                                                           | Silkeborg OK                                                                                          | [ 15 ]                                                                                                |
| 2023                                                                                                  | Silkeborg OK                                                                                          | Horsens OK                                                                                            | OK Snab                                                                                               | [ 16 ]                                                                                                |
| 2022                                                                                                  | OK Pan Aarhus                                                                                         | Silkeborg OK                                                                                          | Søllerød OK                                                                                           | [ 17 ]                                                                                                |
| 2021                                                                                                  | FIF Hillerød Orientering                                                                              | Søllerød OK                                                                                           | Horsens OK                                                                                            | [ 18 ]                                                                                                |
| 2019                                                                                                  | OK Pan Aarhus                                                                                         | Horsens OK                                                                                            | Søllerød OK                                                                                           | [ 19 ]                                                                                                |
| 2018                                                                                                  | FIF Hillerød Orientering                                                                              | OK Pan Aarhus                                                                                         | Tisvilde Hegn OK                                                                                      | [ 20 ]                                                                                                |
| 2017                                                                                                  | OK Pan Aarhus                                                                                         | Horsens OK                                                                                            | Søllerød OK                                                                                           | [ 21 ]                                                                                                |
| 2016                                                                                                  | OK Pan Aarhus                                                                                         | FIF Hillerød Orientering                                                                              | Tisvilde Hegn OK                                                                                      | [ 22 ]                                                                                                |
| 2015                                                                                                  | FIF Hillerød Orientering                                                                              | Tisvilde Hegn OK                                                                                      | OK Pan Aarhus                                                                                         | [ 23 ]                                                                                                |
| 2014                                                                                                  | OK Pan Aarhus                                                                                         | FIF Hillerød Orientering                                                                              | Silkeborg OK                                                                                          | [ 24 ]                                                                                                |
| 2013                                                                                                  | OK Pan Aarhus                                                                                         | Tisvilde Hegn OK                                                                                      | FIF Hillerød Orientering                                                                              | [ 25 ]                                                                                                |
| 2012                                                                                                  | Tisvilde Hegn OK                                                                                      | FIF Hillerød Orientering                                                                              | OK Pan Aarhus                                                                                         | [ 26 ]                                                                                                |
| 2011                                                                                                  | OK Pan Aarhus                                                                                         | FIF Hillerød Orientering                                                                              | Silkeborg OK                                                                                          | [ 27 ]                                                                                                |

### Andre store, danske konkurrencer
Der er stort set hver weekend konkurrencer i orienteringsløb over hele landet. Heraf er en del blevet en fast tradition, som findes i løbskalenderen hvert år. Det gælder fx Påskeløb (3-dages), Midgårdsormen (10-personers-stafet) og Danish Spring (3-dages). Der konkurreres altid ved de store stævner i køns- og aldersinddelte klasser, mens der ved mindre konkurrencer blot er opdeling i længde og sværhedsgrader.

### Verdensmesterskaber
Seniorverdensmesterskaberne har det officielle navn "World Orienteering Championships (WOC)", mens juniorverdensmesterskaberne betegnes "Junior World Orienteering Championships (JWOC)".
Danmark har været vært for VM tre gange: I henholdsvis 1974, 2006 og 2022. Ved de to først afholdte VM’er i Danmark fandt løbene sted i skovområder ved Silkeborg og Århus, mens VM i 2022 blev afholdt inde i byerne Kolding, Fredericia henholdsvis Vejle. I 1974 omfattede VM den klassiske distance og stafet, mens VM i 2006 både omfattede lang-, mellem- og sprintdistancer samt stafet. I 2022 omfattede VM tre sprintdiscipliner: Sprint, Knockout-sprint og Sprint-stafet. Ved de to første VM'er i Danmark lykkedes det for danske løbere at hente medaljer. I 1974 vandt Mona Nørgaard individuelt guld hos damerne på den klassiske distance, mens Claus Hallingdal Bloch vandt bronze på herrernes sprintdistance i 2006.

### Danske verdensmestre
Danmark har historisk ligget et niveau under løbere fra Norge, Sverige, Finland og Schweiz. I perioden 2014-2018 klarede Danmark sig dog langt bedre internationalt, idet de danske løbere vandt en stribe titler. Særligt ved VM 2015 i Skotland, hvor danskerne hentede fire ud af ni guldmedaljer. 
Nedenfor ses først en tabel med de danske seniorverdensmestre og derefter en med de danske juniorverdensmestre.  Begge tabeller er fordelt på årstal, sted (by og land), disciplin, køn (mænd og kvinder),  navn(e) og referencer. 

#### Danske seniorverdensmestre
| Danske seniorverdensmestre i orientering (FOD-O) fordelt på år, sted (by og land), disciplin og køn                                                               | Danske seniorverdensmestre i orientering (FOD-O) fordelt på år, sted (by og land), disciplin og køn | Danske seniorverdensmestre i orientering (FOD-O) fordelt på år, sted (by og land), disciplin og køn | Danske seniorverdensmestre i orientering (FOD-O) fordelt på år, sted (by og land), disciplin og køn | Danske seniorverdensmestre i orientering (FOD-O) fordelt på år, sted (by og land), disciplin og køn | Danske seniorverdensmestre i orientering (FOD-O) fordelt på år, sted (by og land), disciplin og køn |
| År | Sted                                                                                                | Disciplin                                                                                           | Køn                                                                                                 | Navn(e)                                                                                             | Reference                                                                                           |
| --- | --------------------------------------------------------------------------------------------------- | --------------------------------------------------------------------------------------------------- | --------------------------------------------------------------------------------------------------- | --------------------------------------------------------------------------------------------------- | --------------------------------------------------------------------------------------------------- |
| 2018 | Riga, Letland                                                                                       | Sprint                                                                                              | Kvinder                                                                                             | Maja Alm                                                                                            | [ 30 ]                                                                                              |
| 2017 | Tartu, Estland                                                                                      | Sprint                                                                                              | Kvinder                                                                                             | Maja Alm                                                                                            | [ 31 ]                                                                                              |
| 2016 | Strömstad, Sverige                                                                                  | Sprint                                                                                              | Kvinder                                                                                             | Maja Alm                                                                                            | [ 32 ]                                                                                              |
| 2016 | Strömstad, Sverige                                                                                  | Sprint-stafet                                                                                       | Mixed: Kvinder og mænd                                                                              | Maja Alm Søren Bobach Tue Lassen Cecilie Friberg Klysner                                            | [ 33 ]                                                                                              |
| 2015 | Glen Affric, Skotland                                                                               | Lang                                                                                                | Kvinder                                                                                             | Ida Bobach                                                                                          | [ 34 ]                                                                                              |
| 2015 | Inverness, Skotland                                                                                 | Stafet                                                                                              | Kvinder                                                                                             | Maja Alm Ida Bobach Emma Klingenberg                                                                | *                                                                                                   |
| 2015 | Inverness, Skotland                                                                                 | Sprint-stafet                                                                                       | Mixed: Kvinder og mænd                                                                              | Emma Klingenberg Tue Lassen Søren Bobach Maja Alm                                                   | *                                                                                                   |
| 2015 | Inverness, Skotland                                                                                 | Sprint                                                                                              | Kvinder                                                                                             | Maja Alm                                                                                            | [ 37 ]                                                                                              |
| 2014 | Venedig, Italien                                                                                    | Sprint                                                                                              | Mænd                                                                                                | Søren Bobach                                                                                        | [ 38 ]                                                                                              |
| 1997 | Grimstad, Norge                                                                                     | Stafet                                                                                              | Mænd                                                                                                | Torben Skovlyst Carsten Jørgensen Chris Terkelsen Allan Mogensen                                    | [ 39 ]                                                                                              |
| 1993 | West Point, USA                                                                                     | Lang                                                                                                | Mænd                                                                                                | Allan Mogensen                                                                                      | [ 40 ]                                                                                              |
| 1974 | Viborg, Danmark                                                                                     | Klassisk                                                                                            | Kvinder                                                                                             | Mona Nørgaard                                                                                       | [ 28 ]                                                                                              |
| Note: * De primære resultater er ikke længere tilgængelige, hvorfor omtalen af resultaterne på den internationale nyhedsside ’World of O’ er brugt som reference. | | | | | |

#### Danske juniorverdensmestre
| Danske juniorverdensmestre i orientering (FOD-O) fordelt på år, sted (by og land), disciplin og køn | Danske juniorverdensmestre i orientering (FOD-O) fordelt på år, sted (by og land), disciplin og køn | Danske juniorverdensmestre i orientering (FOD-O) fordelt på år, sted (by og land), disciplin og køn | Danske juniorverdensmestre i orientering (FOD-O) fordelt på år, sted (by og land), disciplin og køn | Danske juniorverdensmestre i orientering (FOD-O) fordelt på år, sted (by og land), disciplin og køn | Danske juniorverdensmestre i orientering (FOD-O) fordelt på år, sted (by og land), disciplin og køn |
| År                                                                                                  | Sted                                                                                                | Disciplin                                                                                           | Køn                                                                                                 | Navn(e)                                                                                             | Reference                                                                                           |
| --------------------------------------------------------------------------------------------------- | --------------------------------------------------------------------------------------------------- | --------------------------------------------------------------------------------------------------- | --------------------------------------------------------------------------------------------------- | --------------------------------------------------------------------------------------------------- | --------------------------------------------------------------------------------------------------- |
| 2021                                                                                                | Izmit, Tyrkiet                                                                                      | Sprint                                                                                              | Kvinder                                                                                             | Malin Agervig Kristiansson                                                                          | [ 41 ]                                                                                              |
| 2013                                                                                                | Hradec Králové, Tjekkiet                                                                            | Mellem                                                                                              | Kvinder                                                                                             | Miri Thrane Ødum                                                                                    | [ 42 ]                                                                                              |
| 2012                                                                                                | Kosice, Slovakiet                                                                                   | Stafet                                                                                              | Kvinder                                                                                             | Stine Bagger Hagner Ita Klingenberg Emma Klingenberg                                                | [ 43 ]                                                                                              |
| 2011                                                                                                | Wejherowo, Polen                                                                                    | Lang                                                                                                | Kvinder                                                                                             | Ida Bobach                                                                                          | [ 44 ]                                                                                              |
| 2011                                                                                                | Wejherowo, Polen                                                                                    | Mellem                                                                                              | Kvinder                                                                                             | Ida Bobach                                                                                          | [ 44 ]                                                                                              |
| 2011                                                                                                | Wejherowo, Polen                                                                                    | Sprint                                                                                              | Kvinder                                                                                             | Ida Bobach                                                                                          | [ 44 ]                                                                                              |
| 2010                                                                                                | Aalborg, Danmark                                                                                    | Lang                                                                                                | Kvinder                                                                                             | Ida Bobach                                                                                          | [ 45 ]                                                                                              |
| 2010                                                                                                | Aalborg, Danmark                                                                                    | Sprint                                                                                              | Kvinder                                                                                             | Ida Bobach                                                                                          | [ 45 ]                                                                                              |
| 2010                                                                                                | Aalborg, Danmark                                                                                    | Sprint                                                                                              | Mænd                                                                                                | Rasmus Thrane Hansen                                                                                | [ 45 ]                                                                                              |
| 2010                                                                                                | Aalborg, Danmark                                                                                    | Stafet                                                                                              | Kvinder                                                                                             | Emma Klingenberg Ida Bobach Signe Klinting                                                          | [ 45 ]                                                                                              |
| 2009                                                                                                | Trentino, Italien                                                                                   | Lang                                                                                                | Kvinder                                                                                             | Ida Bobach                                                                                          | [ 46 ]                                                                                              |
| 2008                                                                                                | Göteborg, Sverige                                                                                   | Sprint                                                                                              | Kvinder                                                                                             | Emma Klingenberg                                                                                    | [ 47 ]                                                                                              |
| 2006                                                                                                | Druskininkai, Litauen                                                                               | Mellem                                                                                              | Mænd                                                                                                | Søren Bobach                                                                                        | [ 48 ]                                                                                              |

### Andre internationale orienteringsløb
O-Ringen er et årligt tilbagevendende orienteringsløb i Sverige. Det er internationalt set et af de absolut mest populære løb med 10.000-20.000 deltagere.
World Games er en international sportsbegivenhed for sportsgrene, der ikke indgår i De Olympiske Lege. Danske orienteringsløbere er to gange blevet mestre. Maja Alm vandt guld i 2017 ved World Games i Wroclaw, Polen på både sprint-distancen og på sprint-stafetten sammen med mix-stafetholdet Cecilie Friberg Klysner, Andreas Hougaard Boesen og Søren Bobach.

#### Internationale stafetter
Stafetorienteringen er for specielt de bedste klubber samlingspunktet for elitesatsning med deltagelse i internationale orienteringsstafetter. Denne satsning baner også vejen for, at mange af de bedste danske orienteringsløbere tilbydes attraktive vilkår for at løbe for de bedste udenlandske klubber. De største og mest prestigefyldte stafetter i verden samler 10-20.000 deltagere. Det er stafetterne Jukola og Venla (Finland), Tiomila (Sverige). Andre kendte stafetter er O-Festivalen (Norge), Smålandskavlen (Sverige) og Danish Spring (Danmark).
Jukola og Venla er en årligt tilbagevendende orienteringsstafet i Finland. 'Jukola' omfatter syv stræk og natløb for mænd, mens ’Venla’ omfatter fire stræk i dagtiden for kvinder. Flere danske eliteløbere har deltaget gennem tiden på forskellige hold. I både 2013 og 2014 vandt et dansk stafethold fra OK Pan Aarhus Venla.
Tiomila er en årligt tilbagevendende orienteringsstafet, der afholdes i Sverige – ofte med danske eliteløbere på forskellige udenlandske hold. Mændenes konkurrence er en timands-stafet, mens kvindernes konkurrence omfatter fem stafetture. I både 2014 og 2016 vandt et dansk stafethold fra OK Pan Aarhus kvindernes stafet.

## Varianter
Konkurrenceløb foregår normalt under betingelser, hvor evnen til at orientere sig med kortet får størst muligt vægt, og hvor chance-elementer minimeres. Der lægges derfor vægt på at give løberne det bedst mulige kort, en teknisk varieret bane og mindst mulig indflydelse fra andre løbere i skoven.
Der er dog udviklet en række løbsvarianter for at træne eller konkurrere i særlige discipliner inden for sporten. Det kan være ændrede distancer, natløb – eller løb, hvor udøveren får et kort, der mangler nogle informationer. Efterfølgende er der eksempler herpå.
Pointløb Hver post tildeles en pointværdi. Deltagerne skal indenfor en tidsbegrænsning samle så mange point som muligt ved at besøge selvvalgte poster. Denne form anvendes kun sjældent til konkurrencer, men ofte som en træningsvariant.
Punktorientering I denne disciplin vendes opgaven så at sige på hovedet: Deltagerne drager af sted med et kort uden indtegnede poster og følger en markeret rute gennem terrænet. Ved poster skal deltagerne markere disses placering på eget kort med en knappenål. Der tillægges straftid efter antal fejl-millimeter. Denne form anvendes oftest som en træningsvariant.
Kort-huske Løberne gennemfører løbet uden kort; ved hver post er der et kort (eller kortudsnit), som viser placeringen af næste post. Deltagerne skal så huske nødvendige detaljer frem til næste post. Denne form anvendes oftest som en træningsvariant.
Kurveløb Kurveløb gennemføres med specialkort, som kun indeholder højdekurver, men ellers gennemføres de som normale løb. Denne – teknisk svære – form anvendes oftest som en træningsvariant.
Løb på historiske kort Som underholdende element arrangeres der af og til løb på meget gamle kort. Desto ældre kortene er, desto mere tvinges løberne til at distrahere fra nyere ændringer i landskabet, såsom stier og beplantninger. I stedet må de nøjes med at støtte sig til varige elementer som højdekurver, større veje, gamle diger, åer og ældre bebyggelser.

## Orientering som pc-spil
I stil med mange andre computerspil er der også udviklet 3-D-computerspil, hvor man simulerer et orientering gennem et skovterræn. Her kan man enten konkurrere med sig selv på indlagte baner, eller man kan deltage i online-turneringer mod andre løbere, der er på nettet samtidigt med en selv. 
Skove og baner kan være bygget over både virkelige og fiktive terræner, der via kort er omsat til 3-D-grafik. På den måde kan man fx få lov til at udfordre sig selv på de baner som eliteløberne har brugt til tidligere verdensmesterskaber. Spillet hedder Catching Features og kan hentes fra hjemmesiden www.catchingfeatures.com.

## Miljøspørgsmål
Med sportens voksende udbredelse i den sidste del af 1970'erne, kom der også et større pres på dyrelivet i de relativt små danske skove. Der blev lavet flere undersøgelser af, hvordan råvildt reagerede på belastningen.
Især ved større arrangementer er det derfor blevet udbredt at indføre såkaldte "vildtlommer" eller "naturzoner" – især områder med tæt vegetation – der friholdes for løbere, så specielt råvildt kan gemme sig her.
Derudover arbejder klubberne med at sprede arrangementerne, så de enkelte skove kun belastes et vist antal gange om året.

### Historie
- Dansk Orienterings-Forbund: "Jubilæumsskrift 2000 Arkiveret 8. februar 2007 hos  Wayback Machine
- Svenska Orienteringsförbundet: "Milstolpar i utvecklingen Arkiveret 26. september 2007 hos  Wayback Machine